# Spuren des Bösen: Liebe
Liebe ist ein deutsch-österreichischer Fernsehfilm von Andreas Prochaska aus dem Jahr 2015 und die fünfte Folge der Krimireihe Spuren des Bösen mit Heino Ferch in der Hauptrolle. Die Uraufführung fand am 19. Juni 2015 auf dem Festival des deutschen Films in Ludwigshafen statt.
Psychologe Richard Brock bekommt es diesmal mit einer üblen Sekte zu tun. Menschen mit vermeintlich hohen Idealen begehen die niederträchtigsten Verbrechen.

## Handlung
Polizeipsychologe Dr. Richard Brock wird von Klaus Willer, einem ehemaligen Schulfreund, zu Hilfe gerufen. Er wird eines Mordes beschuldigt, beteuert zunächst, unschuldig zu sein, legt aber später doch ein Geständnis ab. Für Brock unverständlich, sodass er zu recherchieren beginnt. Willer soll seine Freundin Lisa Gruber aus Eifersucht erstochen haben, nachdem sie sich in den Baumarktbetreiber Konstantin Steinmann verliebt hatte. Der erste Zweifel kommt Brock bei der Tatwaffe, denn Willer besitzt eine Pistole, sodass es unlogisch ist, ein Obstmesser zu benutzen. Wie Brock vermutete, widerruft Willer dann auch schon am nächsten Tag sein Geständnis. Im Gespräch mit ihm erfährt der Psychologe, dass Lisa zuletzt von einem Streit zwischen ihr und Steinmann berichtete und sie unsicher war, ob sie das richtige getan hatte, Willer für Steinmann aufzugeben.
Nachdem Willer sein Geständnis widerrufen hat, muss auch die Polizei neu ermitteln. Von Konstantin Steinmann liegt ein glaubwürdiges Alibi vor, da er mit seiner Bekannten Uta Fischer ein Konzert besucht hatte. Brock konzentriert sich aber trotzdem auf Steinmann, der durch eine Erbschaft zu seinem Reichtum gekommen ist. Sein Bruder Jacob wurde vor zwei Jahren brutal überfallen, wobei dieser zu Tode kam. Heute lebt Konstantin von seinem Vermögen, von dem er auch eine private Stiftung ins Leben gerufen hatte. In dem Zusammenhang hatte er auch Lisa kennengelernt, die als Steuerexpertin die Stiftungsgelder kontrollierte. Als Brock Konstantin Steinmann aufsucht, der in einer kleinen aber bedrohlich wirkenden, sektenartigen Kommune namens Eden lebt, erklärt Brock unmissverständlich, dass er ihn für den Mord an seinem Bruder verantwortlich macht. Noch am gleichen Abend wird Brock in seiner Wohnung von einem der Kommunarden brutal überfallen. Brock überlebt mit viel Glück, der Angreifer erleidet jedoch schwere Kopfverletzungen und verstirbt später im Krankenhaus. Brock bittet Inspektor Mesek, bei der Vernehmung der Kommunarden, die alle vorgeladen wurden, dabei sein zu dürfen. Brock stuft die Gruppe als einen eingeschworenen Haufen linksextremer Fanatiker ein, der nach seiner selbstaufgestellten Prämisse „teilen und heilen“ lebt und auch die unbedingte sexuelle Freizügigkeit als Triebfeder für den Erhalt der Gruppe sieht. Eine feste Beziehung zwischen Steinmann und dem Opfer musste ein Störfaktor gewesen sein. Zudem war Lisa vermutlich hinter Konstantins Geheimnis gekommen, dass er den Überfall auf seinen Bruder Jacob zugelassen hatte, durch den nicht nur er zu Geld kam, sondern vor allem die Gruppe.
Als den Mitgliedern der Kommune klar wird, dass sie am Ende sind, verabreicht sich Konstantin Steinmann ein tödliches Mittel. Das sie danach auch ihrem verletzten Kollegen im Krankenhaus injizieren. Anschließend nehmen sie sich kollektiv das Leben.

„Es gibt Gefängnisse, die haben gar keine Mauern. Und trotzdem kommt niemand raus“

## Hintergrund
Die Dreharbeiten von Liebe erfolgten vom 7. April bis zum 8. Mai 2014 in Wien und Umgebung. Die deutsche Fernsehpremiere erfolgte am 29. Februar 2016 im ZDF.

## Kritiken
Julian Miller von quotenmeter.de wertete: „Auch die neue Folge der Reihe mit Heino Ferch erzählt unaufgeregt und zeigt sich ernsthaft interessiert an menschlichen Abgründen.“  „Hier und da mag ‚Liebe‘ etwas schwächer wirken als die bisherigen Folgen der Reihe: Das liegt hauptsächlich an den scheinheiligen Baumtänzern aus der promiskuitiven Sekte, die weniger Figuren als austauschbare Allegorien sind und mit denen nur eine tendenziell erwartbare Geschichte erzählt wird. Und doch überzeugt auch diese Episode durch ihren unaufgeregten, ruhigen Duktus und ihre starke Hauptfigur.“
Für die Frankfurter Allgemeine Zeitung urteilte Ursula Scheer: „Immer ist es düster, mal eher grau, mal eher blau, während die Umrisse zweier Verbrechen sichtbar werden und eines Finales, das Recht und Gerechtigkeit unmöglich macht. Dass man trotz der ausgestellten Ereignisarmut und Bedächtigkeit, mit der sich das Geschehen entfaltet, immer weiter zuschauen mag, wäre ohne einen Schauspieler wie Heino Ferch und einen Kameramann wie David Slama schwer vorstellbar.“
Kino.de schrieb: „Auf existenzialistischen Realismus setzt Ausnahmeregisseur Andreas Prochaska (Das finstere Tal), Action bleibt weitestgehend außen vor, das Tempo ist beinahe Wienerisch gemütlich. Der Zuschauer befindet sich stets auf demselben Wissensstand wie Brock, den Ferch brillant, gewohnt zurückhaltend und minimalistisch, zum Leben erweckt. Der Subtext ist spannender als der eigentliche Plot, man muss hinter die Dinge blicken, die fein ausgearbeitete Farb- und Lichtdramaturgie deuten, sich in David Slamas sorgsam kadrierte, gerne ‚abgeschnittene‘ und unruhige Bilder fallen und mit ihnen treiben lassen - wozu der fast esoterische Score von Matthias Weber geradezu einlädt.“